# 譚嗣同故居
譚嗣同故居（たんしどうこきょ）は、清末の改革主義者・民族主義者・哲学者の譚嗣同の住所である。湖南省長沙市瀏陽市淮川街道北正街に位置する。敷地面積は10000m2。土木構造。部屋が全部で10余間ある。

## 歴史
譚嗣同は15歳から17歳までここに住んでいます。
1996年、中華人民共和国国務院は故居を全国重点文物保護単位に認定した。
2002年4月、中国共産党中央宣伝部は故居を全国愛国主義教育基地に認定した。